# Mordecai Ardon
Pour les articles homonymes, voir Ardon.
Mordecai ou Mordekhai Ardon (en hébreu : מרדכי ארדון), né le 13 juillet 1896 à Tuchów (Galicie), alors en Autriche-Hongrie, et mort le 18 juin 1992 à Jérusalem (Israël), est un artiste peintre israélien.

## Biographie
Né Max Bronstein en 1896 à Tuchów (aujourd'hui en Pologne), l’artiste part en 1919 à Berlin où il va étudier auprès de certains des plus grands peintres de l’époque : Kandinsky, Klee et Lyonel Feininger.
En 1933, alors que le pays est encore sous mandat britannique, il immigre vers Israël et vient s’installer à Jérusalem.
En obtenant la citoyenneté palestinienne en 1933, il choisit un nouveau nom: Mordechaï Ardon.
De 1940 à 1952, Ardon a dirigé l'École des beaux-arts de Jérusalem, à Bezalel puis, en 1974, il obtient un doctorat honorifique en philosophie, quoique sa vision universaliste du judaïsme tendait vers l'antisionisme de Franz Rosenzweig.
L'une de ses œuvres les plus connues, « Les fenêtres d’Ardon », est un ensemble de grands vitraux créés entre 1980 et 1984, qui ornent la Bibliothèque nationale et universitaire juive de Jérusalem.
Internationalement reconnu, Ardon meurt à Jérusalem en 1992 à 95 ans.

## Cotations
En 2014 son œuvre intitulée Le Réveil (The Awakening - 1969) a été adjugée à 821 000 $ par la maison de vente Southeby's.

## Récompenses et distinctions
- Prix de l'Unesco, Biennale de Venise, 1954.

## Élèves
- Hanna Ben-Dov.
- Géula Dagan.